# La Fage-Saint-Julien
La Fage-Saint-Julien är en kommun i departementet Lozère i regionen Occitanien i södra Frankrike. Kommunen ligger i kantonen Saint-Chély-d'Apcher som tillhör arrondissementet Mende. År 2022 hade La Fage-Saint-Julien 303 invånare.

## Befolkningsutveckling
Antalet invånare i kommunen La Fage-Saint-Julien
| Referens: INSEE |